# 沖縄県道49号線
沖縄県道49号線（おきなわけんどう49ごうせん）は沖縄県那覇市首里池端町と首里当蔵町とを結ぶ一般県道である。

## 路線データ
- 起点：那覇市首里池端町（沖縄県道29号那覇北中城線）
- 終点：那覇市首里当蔵町（沖縄県道29号那覇北中城線）
- 総延長：694 m（実延長も同じ）

## 歴史
- 琉球王朝時代から、首里城へ向かう重要な交通路だった。国宝にまで指定された首里城正殿は沖縄戦で破壊された。
- 1950年（昭和25年）に首里城跡に琉球大学が開学した。それにちなんで1953年（昭和28年）に琉球政府道琉球大学線として指定（1965年（昭和40年）に政府道49号線となる）。
- 1958年（昭和33年）に守礼門復元され、首里城正殿が復元するまでの30年余り、沖縄のシンボルだった。
- 1972年（昭和47年）の本土復帰と同時に県道49号線となる。1979年（昭和54年）に琉球大学の移転後は、首里城復元工事が本格化する。
- 1992年（平成4年）に首里城復元するまでは普通に通行できたが、復元後は守礼門 - 終点の区間が終点向けに一方通行となり、地下駐車場が整備すると県道50号交点から守礼門までの区間は車両の通行が規制された。

### 通過する自治体
- 那覇市

### 交差・重複路線
- 沖縄県道29号那覇北中城線（起点・終点）
- 沖縄県道50号線（那覇市首里真和志町）
- 沖縄県道236号玉城那覇自転車道線（沖縄のみち自転車道・那覇市首里真和志町 - 終点）

### 沿線施設
- 首里城公園（那覇市首里）
  - 首里城正殿（首里当蔵町）
  - 守礼門（首里真和志町）
  - 玉陵（首里金城町）
  - 園比屋武御嶽石門（首里当蔵町）
  - 円覚寺跡（同）
- 沖縄県立芸術大学（那覇市首里当蔵町）

#### かつてあった施設
- 琉球大学（1979年（昭和54年）に西原町千原・中城村南上原へ移転）

### 路線バス
那覇バス市内線（2022年3月までは沖縄バス）の7/8番・首里城下町線が首里城公園入口（起点部） - 守礼門入口（県道50号交点）のわずかな区間を通っている。1990年代には那覇バスの前身である当時の那覇交通市内線の空港首里城線が同じ区間を通っていた。